# Intel-SpeedStep-Technologie
Die Intel-SpeedStep-Technologie (kurz SpeedStep oder EIST für „Enhanced Intel SpeedStep Technology“) ist eine Energiesparfunktion in Notebook-, Desktop- und Serverprozessoren der Firma Intel.
Speedstep wurde entwickelt, um die Akkulaufzeit von Notebooks zu verlängern (genauer: um den Energiebedarf des Hauptprozessors zu verringern). SpeedStep ist eine Bezeichnung für ein dynamisches Spannungs/Taktmanagement. Speedstep 1.1 erkennt, ob das Notebook an der Steckdose oder nur am Akku hängt. Bei Netzbetrieb taktet der Prozessor in voller Nennleistung, und die maximale Rechenleistung steht zur Verfügung. Befindet sich das Notebook im Akkubetrieb, wird die Taktfrequenz verringert, was den Stromverbrauch senkt. Bei reduzierter Frequenz lässt sich auch die Spannung reduzieren. Da der Energieumsatz vom Quadrat der Kernspannung des Chips abhängt, wirkt sich die Spannungssenkung am stärksten auf den Verbrauch aus. Der geringere Energieverbrauch verlängert die Akkulaufzeit.
Ab Speedstep 2.1 besitzt die CPU das sogenannte „Dynamic Switching“, hier wird die CPU-Auslastung erkannt und dementsprechend die Taktrate angepasst. Läuft die CPU im Leerlauf, taktet sie automatisch mit dem niedrigsten Takt. Wird jedoch die CPU gefordert, etwa durch eine rechenintensive Anwendung, schaltet die CPU innerhalb von Millisekunden die Taktzahl hoch und bietet die volle Leistung. Mit speziellen Programmen wie z. B. Speedswitch-XP, Notebook-Hardware-Control oder RMClock können genaue Regelungen eingestellt werden, wie sich Speedstep zu verhalten hat, z. B. Dynamic Switching im Netzbetrieb und „fixer minimaler Prozessortakt“ im Akkubetrieb.
Grundsätzlich hat es bei einem Notebook, welches Dynamic-Switching-fähig ist, kaum mehr einen Sinn, die Taktrate im Netzbetrieb auf Volllast zu fixieren, da sich die unnötig hohe Rechenleistung auch auf die erzeugte Abwärme auswirkt und daher der Lüfter unnötig schneller und lauter betrieben werden muss. Doch nicht nur der Prozessor ist ein großer Verbraucher, andere Komponenten wie die Hintergrundbeleuchtung des Bildschirms, Festplatten, Controller und dedizierte Grafikkarten müssen auf niedrigen Energieverbrauch optimiert sein.

## In Notebookprozessoren
In Notebooks nimmt SpeedStep auch Einfluss auf andere Komponenten und reguliert z. B. die Bildschirmhelligkeit. Auch kennt die Software Zwischenschritte in den Taktraten und mehrere Profile, um entweder die Laufzeit zu verlängern oder mehr Rechenleistung zur Verfügung zu stellen. Mit Einführung des Pentium M wurde auch der partiell abschaltbare Cache eingeführt, was den Energieverbrauch weiter senkt.
Verwendung findet SpeedStep in verschiedenen Versionen in:
- Mobile Pentium III (Coppermine und Tualatin)
- Mobile Pentium 4
- Pentium M
- XScale-Prozessoren auf ARM-Architektur für „embedded devices“
- Prozessoren, die auf der Core-Basis aufbauen (z. B. Core 2 Duo)
- Intel Atom

Der Mobile Celeron und sein Nachfolger Celeron M besitzen kein SpeedStep.

## In Desktop- und Serverprozessoren
Aufgrund höherer Taktfrequenzen und größerer Chip-Komplexität und damit verbundenen Hitze- und Kühlproblemen führte Intel auch in vielen Standardprozessoren stromsparende Maßnahmen ein.
Zunächst integrierte man bei Pentium-4/Xeon-Prozessoren (ab E0-Stepping) einen erweiterten Halt-Befehl, den „Enhanced Halt State“ (C1E): Während ein Betriebssystem in einer Phase, in der keine Arbeiten anstehen (Idle-Zustand), über den normalen Halt-Befehl nur die Recheneinheiten der CPU abschalten kann, kann es über C1E im laufenden Betrieb zusätzlich den Takt reduzieren und die Spannung herabsetzen. Allerdings war die Energieersparnis anfangs eher mäßig, da die Reduktion von Takt und Kernspannung relativ gering ist und es außerdem nur zwei Stufen gibt: Idle-Zustand oder Volllast. Moderne Desktop-CPUs senken allerdings ebenso wie Notebook-CPUs den Takt über mehrere Stufen ab.
Seit der Pentium-4-600-Serie (N0-Stepping) findet sich SpeedStep aber in nahezu allen Intel-Desktop-Prozessoren des mittleren und oberen Marktsegments.

## Versionen
Es gibt verschiedene Versionen der Intel SpeedStep-Technologie, die in unterschiedlichen Prozessoren Verwendung findet:
| Version                | Prozessor |
| ---------------------- | --- |
| 1.1                    | Intel Pentium III Coppermine                                                                                           |
| 2.1                    | Intel Pentium III Tualatin                                                                                             |
| 2.2                    | Intel Pentium 4 M & Mobile Pentium 4                                                                                   |
| EIST                   | Intel Pentium D (außer 805 und 820), Stepping B-1 der 631-, 641-, 651-, 661-, 930-, 940-, 950-Versionen nur fehlerhaft |
| EIST                   | Intel Pentium 4 6xx, 5x1 und 5x0J                                                                                      |
| EIST (erweitert)       | Intel Pentium M |
| EIST                   | Intel Core 2 Duo, Intel Core 2 Quad, Intel Core 2 Xtreme, Intel Core i3, Intel Core i5, Intel Core i7                  |
| EIST                   | Intel Celeron E1x00 |
| EIST                   | Intel Atom N270 |
| Demand Based Switching | Intel Xeon (verschiedene Modelle), Core i7 (D0-Stepping)                                                               |

## Probleme
Durch den zwischenzeitlich geringen Energiebedarf des Prozessors kommt es auf einigen schlecht designten Hauptplatinen zu hochfrequenten, hörbaren Schwingungen. Diese haben ihren Ursprung in den Kupferspulen der Spannungswandler, welche die Spannung des Netzteiles in die Spannung des Prozessors umformen.
Laut einem Heise-online-Artikel treten bei einigen Benutzern „Machine Check Exceptions“ (MCE) auf Broadwell-Prozessoren auf, vor allem bei Linux-basierten Betriebssystemen. Ubuntu 14 schien am häufigsten betroffen zu sein, seltener Fedora 22. Auch unter Windows wurden beispielsweise bei der Installation von Office 2016 oder bei manchen Steam-Spielen systematische Abstürze (Blue Screens) gemeldet. Die Probleme verschwanden zumeist, wenn man SpeedStep abschaltete.